# Bleistraße 9 (Stralsund)

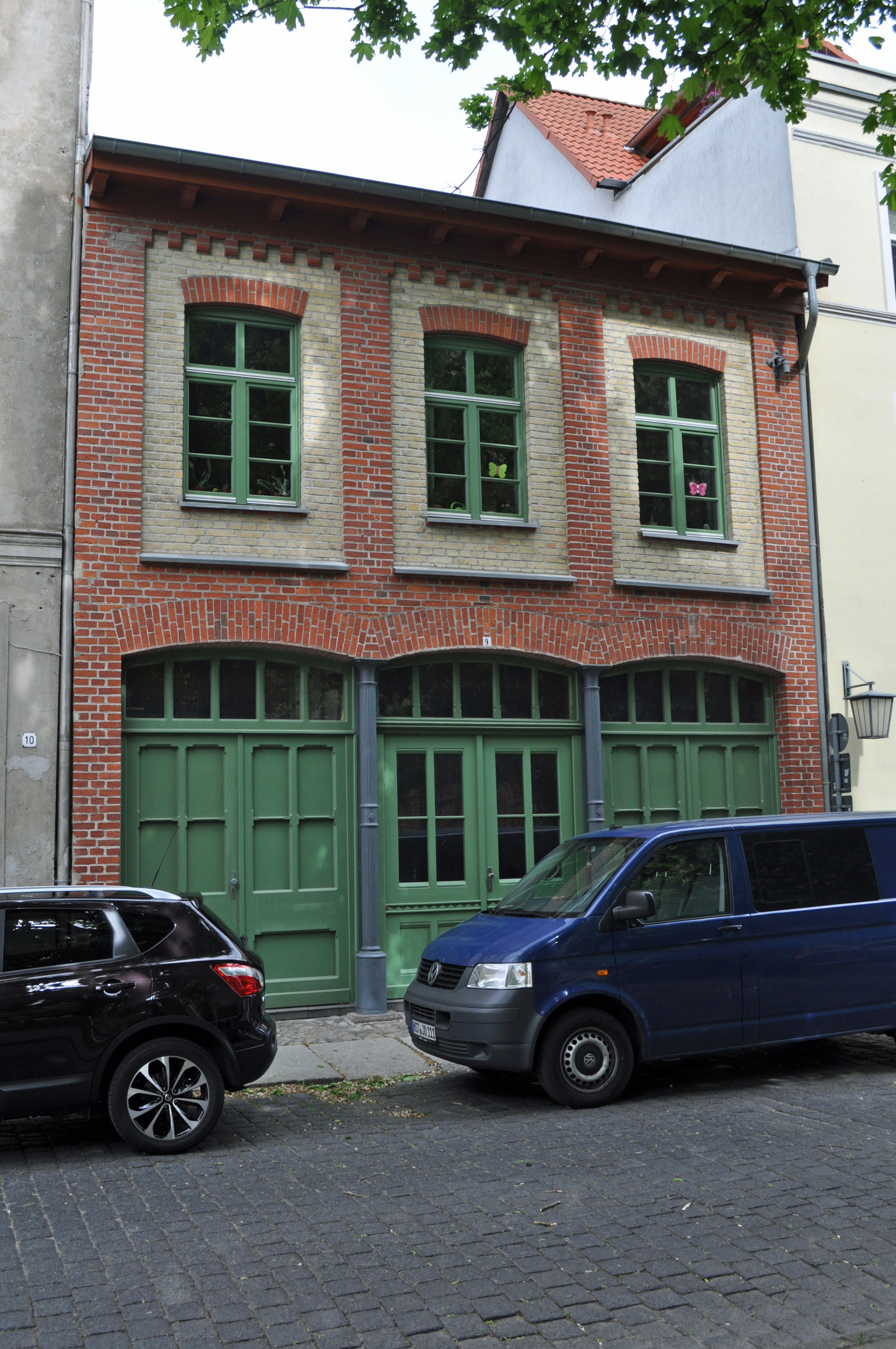
Das Haus Bleistraße 9 in Stralsund (2012)

Das Haus mit der postalischen Adresse Bleistraße 9 ist ein denkmalgeschütztes Gebäude in der Hansestadt Stralsund in der Bleistraße.
Der zweigeschossige Backsteinbau wurde im Jahr 1865 als Werkstatt errichtet.
Das Erdgeschoss prägen drei große Toröffnungen, die von Stichbögen gefasst sind. Sie ruhen auf zwei eingestellten Säulen aus Gusseisen. Die drei Fenster im Obergeschoss sind mit Blendnischen gestaltet.
Das Haus liegt im Kerngebiet des von der UNESCO als Weltkulturerbe anerkannten Stadtgebietes des Kulturgutes „Historische Altstädte Stralsund und Wismar“. In die Liste der Baudenkmale in Stralsund ist es mit der Nummer 108 eingetragen.